# Bakerius maculatus
Bakerius maculatus es un hemíptero de la familia Aleyrodidae, con una subfamilia: Aleyrodinae.
Fue descrita científicamente por primera vez por Penny & Arias en 1980.